# Real Jardín Botánico de Bután

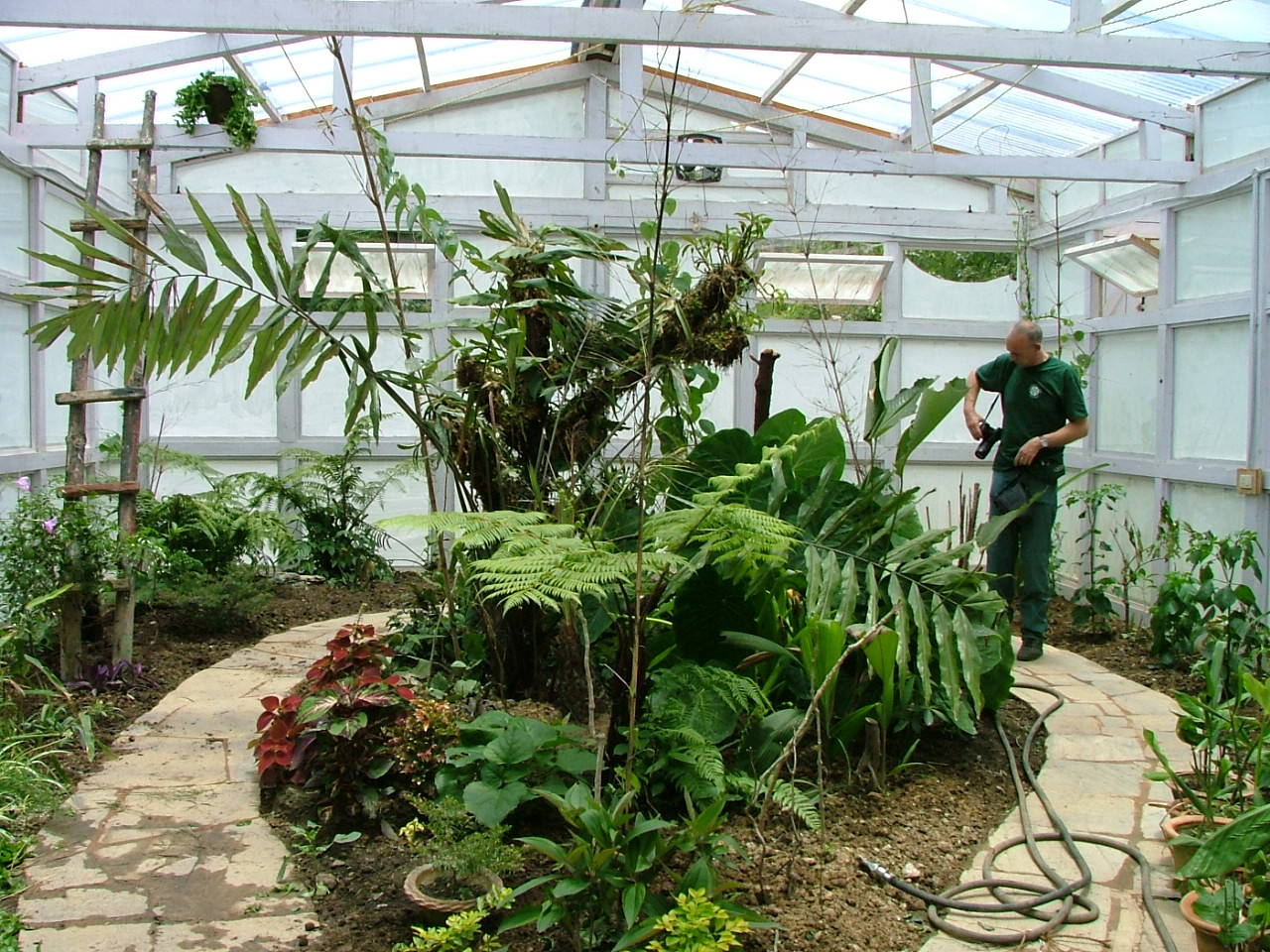
Invernadero del jardín botánico de Bután

El Real Jardín Botánico de Bután es un jardín botánico que se encuentra en Timbu, Bután. Dependiente del "Ministerio de Agricultura", y es miembro del BGCI.

## Localización
El jardín está en el camino de Babesa a Serbithang, a unos 15 kilómetros al sur de la capital, Timbu. Se puede llegar fácilmente con el autobús o el taxi.

## Historia
El jardín botánico real fue creado en abril de 1999 para conmemorar la celebración de las bodas de plata del jubileo de la ascensión al trono de su majestad el rey Jigme Singye Wangchuck.
Desde la inauguración, el jardín se ha estado concentrando en desarrollar sus directrices, que no son otras que, mejora del ajardinamiento, la mejora del suelo, de los sistemas de irrigación y de sus capacidades técnicas.

## Colecciones
Bután es un país muy montañoso y por sus condiciones climáticas presenta una gran biodiversidad. Este jardín botánico pretende mostrarnos su gran riqueza de Flora con su gran variedad de árboles y arbustos nativos y exóticos. Las colecciones están en una primera fase de desarrollo. 
- Arboretum con una gran diversidad de Coníferas, que cubren vastas áreas del país, se incluyen el Pinus roxburghii, ("Chir Pine"), Pinus wallichiana, ("pino azul" o "pino de Bután"). También se puede admirar el Árbol Nacional del Bután, el ciprés de Bután.

De los árboles de hoja caduca se encuentran árboles frutales y arbustos nativos, incluyendo manzanas, peras, melocotones y varias especies de quercus y arces.
- Plantas medicinales y económicamente útiles que se exhiben en sus propias áreas específicas. Hay unas 300 especies de plantas que se encuentran en Bután que tienen un uso medicinal. El jardín económico ofrece diversas plantas que tienen una amplia gama de aplicaciones, desde proporcionar el material para fabricar techos de viviendas, a las que se utilizan en tintes, para fabricar muebles o son útiles como incienso.
- Hay una colección de numerosas especies del bambú. Las varias especies que se exhiben, tienen diversas aplicaciones, algunas variedades se utilizan como andamios de los edificios, mientras que otros son el material tradicional de los arcos de "tiro al arco", el deporte nacional de Bután.
- Bután ofrece en su territorio, una de las mayores variedades de rododendros en el mundo. El jardín ha recogido una muestra de las especies más significativas de sus rododendros.
- Más de 800 especies de orquídeas son propias del Bután, sus diferentes microclimas, permiten el desarrollo de orquídeas de diversas regiones climáticas. Ejemplos de estas se exhiben en la casa de las orquídeas, una de las nuevas construcciones que se encuentran en el jardín.
- Jardín japonés, creado gracias a la ayuda de expertos técnicos japoneses en su diseño, una rosaleda y un jardín acuático, que se centran alrededor de un mapa de Bután.